# أنظمة توصيل الأدوية المبوبة

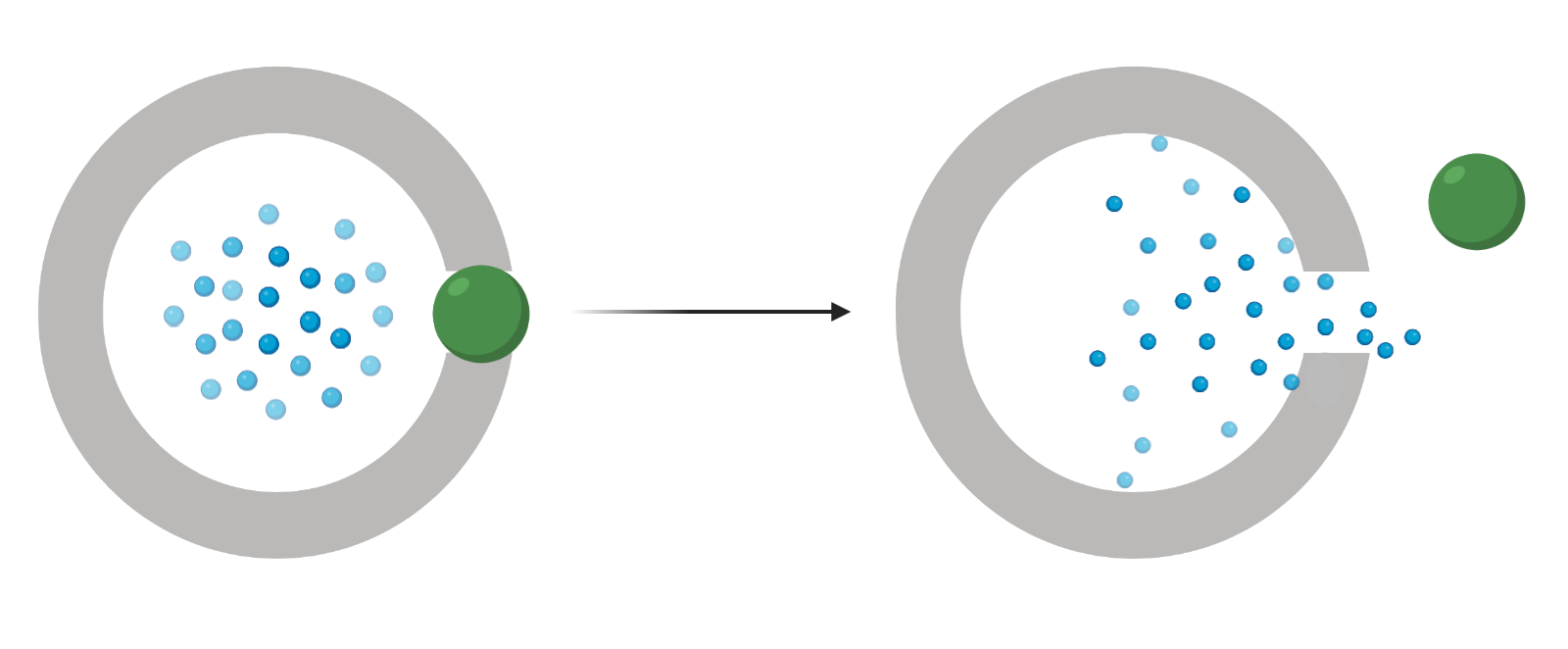
رسم توضيحي لمنصة توصيل الأدوية ذات البوابة. يتم الاحتفاظ بالبضائع في السقالة بواسطة حارس البوابة. في ظل الظروف المناسبة، سينفصل حارس البوابة عن السقالة ويمكن إطلاق البضائع.

أنظمة توصيل الأدوية المبوبة هي طريقة لتوصيل الأدوية المُتحكم في إطلاقها والتي تتمحور حول استخدام الجزيئات الفيزيائية التي تغطي مسام حاملات العقاقير حتى يتم تحفيزها لإزالتها بواسطة محفز خارجي. تعد أنظمة توصيل الأدوية المبوبة ابتكارًا حديثًا في مجال توصيل الأدوية وتمثل مرشحًا واعدًا لأنظمة توصيل الأدوية المستقبلية التي تكون فعالة في استهداف مواقع معينة دون حدوث تسربات أو تأثيرات خارج الهدف في الأنسجة الطبيعية. تتمتع هذه التقنية الجديدة بإمكانية استخدامها في مجموعة متنوعة من الأنسجة في نطاق واسع من الحالات المرضية ولها فائدة إضافية تتمثل في حماية الأنسجة السليمة وتقليل الآثار الجانبية الجهازية.

## الاستخدامات
تعد أنظمة توصيل الأدوية المبوبة مفهومًا ناشئًا جذب الكثير من الاهتمام لمجموعة واسعة من التطبيقات المحتملة في المجال الطبي. توفر الظروف الفسيولوجية غير الطبيعية الموجودة داخل بيئة الورم مجموعة واسعة من الخيارات التي يمكن استخدامها لتحفيز هذه الأنظمة خارجيًا لتحرير الحمولة. تتمتع الأنظمة المبوبة في علاج السرطان أيضًا بتأثير إضافي يتمثل في تقليل التأثيرات المستهدفة وتقليل تسرب الدواء وتوصيله إلى الأنسجة الطبيعية. ومن الاستخدامات الأخرى لهذه التقنية أيضًا التنظيم المضاد للبكتيريا. ويمكن استخدام هذه الأنظمة للحد من مقاومة البكتيريا وكذلك تراكم المضادات الحيوية داخل الجسم. من المحتمل أن يفتح التنظيم المضاد للبكتيريا الباب أمام استخدام الأنظمة المبوبة في العلاج العلاجي، حيث يكون النظام قادرًا على اكتشاف المشكلة ومن ثم تقديم استجابة علاجية.
هناك أيضًا إمكانية توصيل الدواء عن طريق الاستنشاق إلى الرئة. مع زيادة حالات أمراض الجهاز التنفسي، أصبحت الحاجة إلى نظام توصيل الدواء الذي يمكن أن يستهدف الرئتين ويوفر إطلاقًا مستدامًا أكثر شدة. يمكن تطبيق هذا النوع من النظام على المرضى الذين يعانون من الربو والالتهاب الرئوي ومرض الانسداد الرئوي وعدد من الأمراض الأخرى المرتبطة بالرئة.